# Leucula tinctaria
Leucula tinctaria là một loài bướm đêm trong họ Geometridae.